# The Blues Busters
The Blues Busters is een Jamaicaans duo uit de jaren 60 gevormd door Philip James (9 maart 1941-1989) en Lloyd Campbell (31 december 1941-1992). Ze werden met Sam & Dave vergeleken maar zijn eerder begonnen.

## Biografie
De Blues Busters traden op voor toeristen en waren in 1964 te zien op de muziekbeurs van New York. De inspiratie voor hun mix van soul en ska kwam van Sam Cooke met wie ze in maart 1961 door Jamaica toerden. Dit leverde hits op als How Sweet It Is (geen cover van Marvin Gaye) en Wings Of A Dove. Eind jaren 60 verhuisde het duo naar New York; James (47) overleed er in 1989 aan astma, en Campbell (50) in 1992 aan een hartaanval.  
In 2015 kregen ze postuum de sleutels van Montego Bay.

### Albums
- Behold How Sweet It Is (1964), Sunshine
- The Best of the Blues Busters (1965), Sunshine
- Each One Teach One (1970/1971), Dynamic
- Philip and Lloyd (1975), Scepter
- Truth (1979), Sarge
- Tribute to Sam Cooke (1980), Sarge
- Top of the Pops (1982), Echo
- How Sweet It Is (1997), Kingston Gold

Compilaties
- The Best of the Blues Busters, Dynamic
- In Memory of the Blues Busters: Their Best Ska and Soul Hits 1964-1966 (1993), Jamaican Gold
- Behold! The Anthology (2005), Trojan

### Singles
- "Little Vilma" (1960), Limbo
- "I Need Some Lovin'" (1961), Limbo
- "Early One Morning" (1961), Limbo
- "Donna" (1961), Coxsone, Blue Beat
- "Your Love" (1961), Island, Starlite
- "There's Always Sunshine" (1962), Blue Beat, Supreme, Coxsone
- "Behold!" (1962), Island Records, Sunshine
- "Tell Me Why" (1962), Blue Beat, Supreme
- "How Many Times" (1963), Supreme
- "Behold!" (1964), Kentone
- "Love And Emotion" (1964), Starline
- "Don't Take Your Love Away" (1964), BMN
- "You're No Good" (1965), BMN
- "I Won't Let You Go" (1965), Kentone
- "Wings Of A Dove" (1965), Soul, Island
- "How Sweet It Is" (1965), BMN
- "My Girl" (1965), Bra, Soul
- "Happy Man" (1966), Bra
- "I've Been Trying" (1966), BMN, Dr. Bird
- "Irreplaceable You" (1967), Sunshine
- "There's Always Sunshine" (1967), Sunshine, Dr. Bird
- "Ain't That Loving You" (1967), Sunshine
- "Unless" (1967), BMN
- "I Can't Stop" (1967), BMN, Jay Boy
- "Each One Teach One" (1967), Dynamic
- "Inspired To Love You" (1968), Shout
- "Love is the Answer" (1970), Minit
- "Each One Teach One" (1971), Lion, Dynamic Sounds
- "Baby I'm Sorry" (1975), Dynamic, Scepter
- "Here I am Come And Take Me (Reggae)" (1975), Scepter
- "Sweetest Little Thing" (1976), Dynamic Sounds
- "Just Don't Want To Be Lonely" (1977), Dynamic Sounds
- "Are You Changing" (1977), Hot Stuff
- "What'd I Say" (1979), Polydor
- "You're The One" (1980), International Bestseller
- "Rough & Tough" (1981), EMI
- "I've Gotta Be There", Capitol

### Covers
- De Surinaamse groep Ewald Krolis & Caribbean Combo vertaalde de ballad Wide Awake In A Dream als Farawe In Mi Dreng voor hun debuutalbum uit 1979.
- I Won't Let You Go is gecoverd door Rude Rich and the High Notes en de Lee Thompson Ska Orchestra.